# Питаде, Анатолий Алексеевич
Питаде Анатолий Алексеевич (20 октября 1907, Москва — 12 августа 1993, Кривой Рог, Днепропетровская область) — геолог-исследователь, главный инженер треста «Кривбассгеология», Герой Социалистического Труда (1963).

## Биография
Родился 20 октября 1907 года в Москве.
В 1931 году окончил Дальневосточный политехнический институт. Трудовую деятельность начал в том же 1931 году геологом Камчатской геологической экспедиции. С 1938 по 1941 год возглавлял геологоразведочную службу КМАстроя, одного из крупных строительств третьей пятилетки. Открыл месторождение полезных ископаемых на Камчатке.
Великую Отечественную войну начал командиром роты в инженерных войсках в 1941 году. Воевал на Курской дуге в районе Поныри. Был ранен. Возводил мост через Днепр в районе Лютежа. В звании капитана командовал 4-м сапёрным батальоном 12-го отдельного батальона связи. Первым построил мост через реку Шпрее, для прохода танков ИС-2.
Демобилизовался из рядов Советской армии в конце 1946 года в звании майора. От Главгеологии Наркомата чёрной металлургии СССР получает направление в Кривой Рог, в трест «Кривбассгеология». В это время в городе шло активное восстановление предприятий разрушенных войной — все предприятия Кривбасса лежали в руинах. Анатолий Питаде возглавил коллектив Центральной геологоразведочной партии, которая вела разведочные работы южной части Криворожского железорудного месторождения — от рудника «Ингулец» до рудника имени Карла Либкнехта. В то время придавалось большое значение развитию чёрной металлургии в стране.
В 1950 году по итогам работы Центральной геологоразведочной партии четырежды присуждались переходящие знамёна и денежные премии.
В 1951 году Анатолий Питаде был назначен начальником производственно-технического отдела треста. В этот период происходит замена деревянных буровых копров на металлические, переход с чугунной дроби на более прогрессивную стальную дробь-сечку, внедрение двойных колонковых труб, глинистых растворов, обработанных реагентами.
С 1955 года становится главным инженером треста «Кривбассгеология» на должности которого он проработал до 1970 года.
Дважды, в 1962 и 1967 годах, по инициативе Анатолия Питаде на базе треста «Кривбассгеология» состоялись Всесоюзные конференции. Со всего Союза съезжались в Кривой Рог специалисты-буровики, число участников было более 500 человек. Проходили они в помещении театра имени Т. Шевченко. Как правило, в работе конференций принимали участие видные учёные — профессора и академики СССР.
Ведя геологические исследования доказал целесообразность строительства ЮГОКа. Создал базу для испытания буровой техники, был руководителем государственных комиссий по её испытаниям. Участник ВДНХ. Является автором и соавтором множества изданий по технологии бурения.
Умер 12 августа 1993 года в Кривом Роге.

## Награды
- Медаль «За отвагу» (18.08.1943);
- Орден Красной Звезды (12.03.1944)[1];
- Орден Отечественной войны 2-й степени (23.11.1944);
- Орден Отечественной войны 2-й степени (11.02.1945);
- Медаль «За боевые заслуги» (14.06.1945);
- медаль Серп и Молот (29.04.1963) — за выдающиеся заслуги в деле открытия и разведки месторождений полезных ископаемых;
- Орден Ленина (29.04.1963);
- Орден Отечественной войны 1-й степени (06.04.1985)[2].

## Память
- Памятная доска в Кривом Роге, открытая 30 марта 2012 года[3].
- Имя на Стеле Героев в Кривом Роге.